# Взятие острова Руад
Взятие острова Руа́д — одно из кульминационных событий крестовых походов в Восточном Средиземноморье, произошедшее в 1302—1303 годах. Капитуляция гарнизона на крошечном острове Руад ознаменовала потерю последнего форпоста крестоносцев на побережье Леванта. За десять лет до этого, в 1291 году, крестоносцы потеряли свою главную базу в прибрежном городе Акра, и с тех пор мамлюки систематически захватывали все оставшиеся порты и крепости крестоносцев, заставив их эвакуироваться на остров Кипр. В 1299—1300 годах киприоты стремились вернуть портовый город Тортоса путём создания плацдарма на острове Руад, в 3 км от побережья Тортосы. Для этого крестоносцы заключили союз с монголами. Тем не менее, хотя крестоносцы успешно создали плацдарм на острове, монгольское войско не пришло, и крестоносцы были вынуждены вернуть большую часть своих сил на Кипр. В 1300 году тамплиеры сформировали постоянный гарнизон острова, но в 1302—1303 годах мамлюки осадили и захватили Руад. С потерей острова крестоносцы потеряли свой последний плацдарм на Святой Земле. Попытки проведения крестовых походов продолжались на протяжении веков, но европейцы никогда более не занимали территорий на Святой Земле вплоть до Первой мировой войны.

## Предыстория

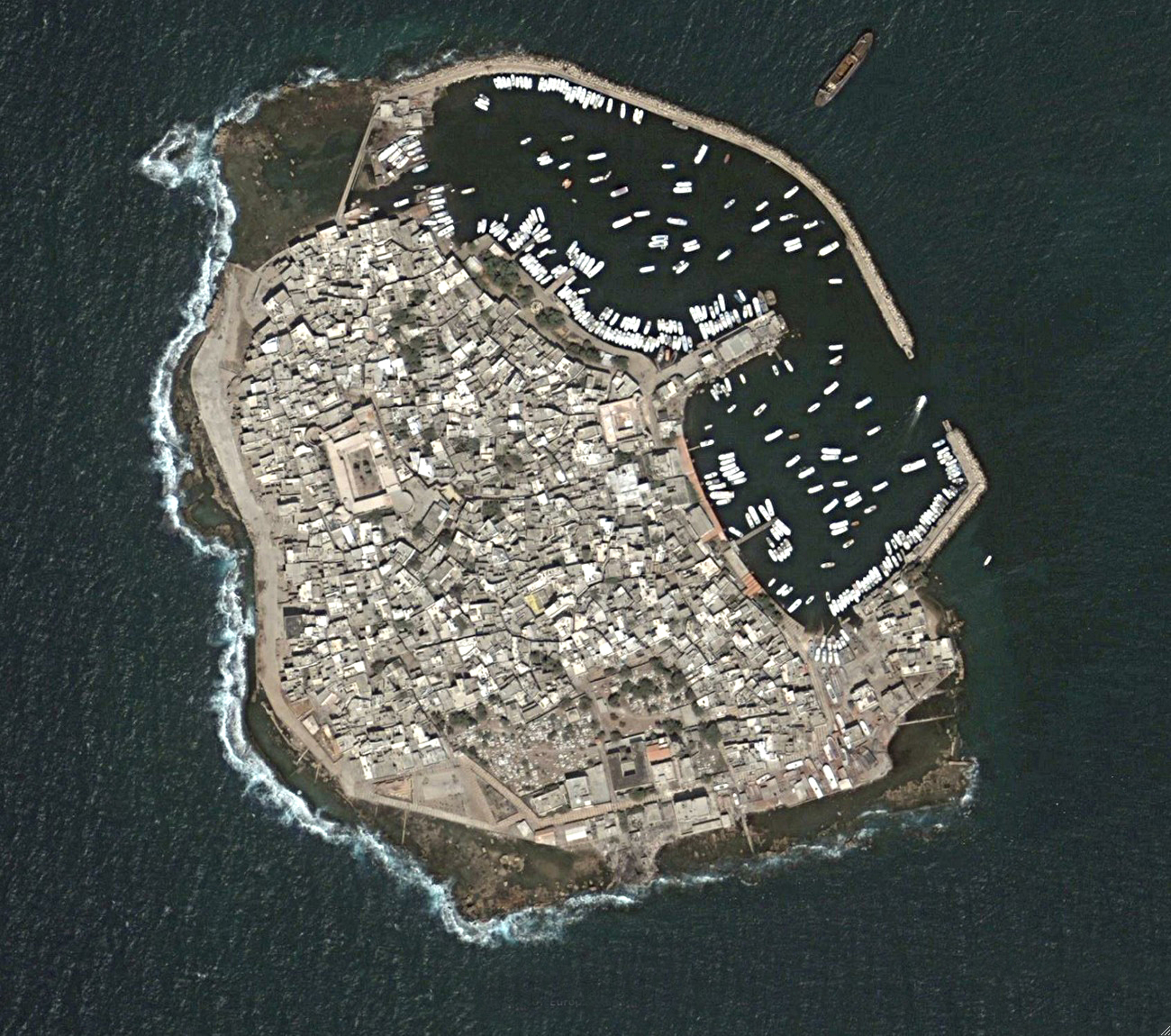
Остров Руад

Когда в 1187 году пал Иерусалим, крестоносцы перенесли свою штаб-квартиру в прибрежный город Акру. В 1291 году мамлюки захватили и её. Тогда крестоносцы перебрались на север, в Тортосу на побережье Сирии, но потеряли и её 4 августа, так же как и крепость Шато Пелерен (Атлит) к югу от Акры (14 августа). В итоге оставшиеся силы крестоносцев эвакуировались на остров Кипр.
В 1298—1299 годах мамлюки напали на Сирию, захватив замки Сервантикар и Рош-Гийом. Это ознаменовало захват последних тамплиерских крепостей в Леванте. Великий магистр тамплиеров Жак де Моле, и лидер госпитальеров Гийом де Вилларе, по-видимому, принимали участие в неэффективной защите этих крепостей. Их потеря побудила армянского царя Хетума II просить помощи у монгольского правителя Персии, Газана.
В 1299 году, когда он готовил наступление против Сирии, Газан послал посольство к Генриху II Иерусалимскому, находившемуся на Кипре, и папе Бонифацию VIII, приглашая их к участию в совместных действиях против мамлюков. Генрих II сделал несколько попыток договориться с монголами и осенью 1299 года послал небольшой флот из двух галер во главе с Ги I Ибелином и Жаном II де Жибле, чтобы присоединиться к силам Газана. Флот успешно оккупировал Батрун (на побережье Ливана) и в течение нескольких месяцев, до февраля 1300 года, пытался восстановить крепость Нефин.
Газан нанес сокрушительное поражение мамлюкам 22 декабря 1299 года в битве в долине Эль-Хазнадар близ Хомса в Сирии. Ему помогал его вассал Хетум II, чьи войска включали отряды тамплиеров и госпитальеров из Малой Армении. Но затем Газану пришлось отступить в связи с восстанием на Востоке во время монгольской гражданской войны, когда он подвергался нападению одного из его двоюродных братьев, Кутлуг-Ходжи, сына правителя Туркестана. Перед отъездом Газан объявил, что он вернется к ноябрю 1300 года, и послал письма и послов на Запад, чтобы они могли подготовиться к совместному походу. Остальные силы Газана в регионе провели несколько рейдов против мамлюков в Палестине с декабря 1299 по май 1300 года и дошли до Газы. Успех монголов в Сирии вдохновил Запад, вновь появились мысли о том, что Иерусалим должен быть возвращен. Однако в мае в результате контрнаступления мамлюков монголы были вынуждены отступить.
В июле 1300 года король Генрих II и киприоты начали военно-морские операции против мамлюкских портов. Шестнадцать галер — объединенные силы киприотов, тамплиеров и госпитальеров, — в сопровождении посла Газана Изола Пизанского совершили набег на Розетту, Александрию, Акру, Тортосу и Мараклею.

## Руад как плацдарм

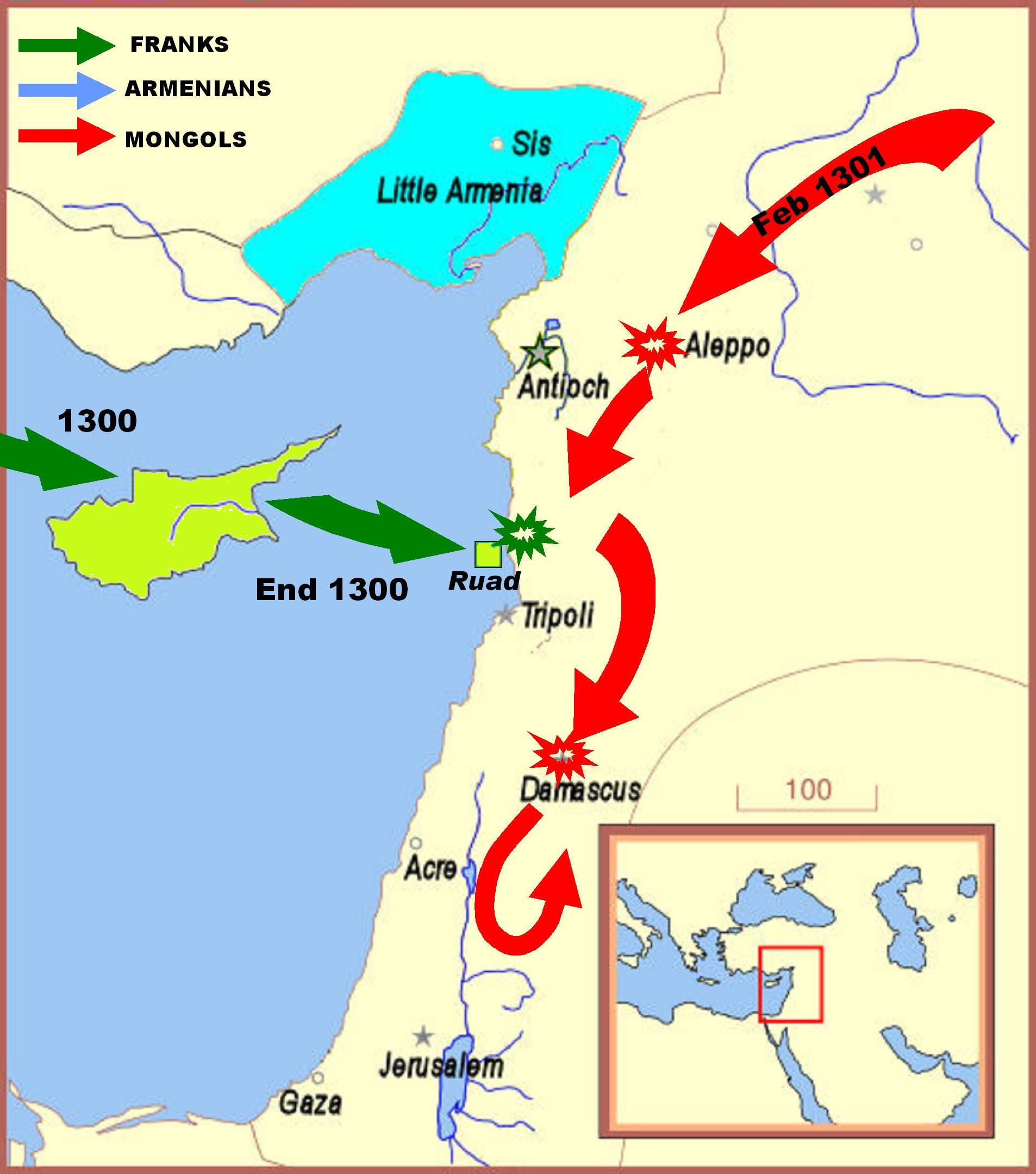
Хотя европейцы (зеленые стрелки) и монголы (красные стрелки) были не в состоянии эффективно взаимодействовать, они сделали попытку скоординировать наступление в районе Тортосы и острова Руад.

Поскольку крепость Шато Пелерен (Атлит) была разобрана мамлюками в 1291 году, Тортоса представлялась наиболее удобным оплотом на материке для крестоносцев. Король Генрих и члены трех военных орденов — тамплиеры, госпитальеры и тевтонцы — в 1300 году попытался вернуть Тортосу. План состоял в том, чтобы создать плацдарм на крошечном острове Руад, всего в 3 км от берега.
Накануне экспедиции на Руад отношения между тамплиерами и Генрихом накалились, поскольку бывший Великий магистр ордена Гильом де Боже поддерживал его конкурента в борьбе за кипрский трон. Папа Бонифаций VIII дал поручение Жаку де Моле решить спор.
В ноябре 1300 года Жак де Моле и брат короля, Амори де Лузиньян, начали экспедицию с целью занятия Тортосы. Шестьсот воинов, в том числе около 150 тамплиеров, были переправлены на Руад в рамках подготовки к морской осаде города. Крестоносцы рассчитывали, что синхронно с военно-морской операцией с суши на штурм города пойдут монголы. Газан обещал, что его войска прибудут в конце 1300 года. Попытка оккупировать Тортосу длилась только двадцать пять дней, и крестоносцы действовали больше как грабители. Они не остались в городе, однако построили базу на Руаде. Однако монголы Газана не подошли даже с наступлением зимы, и планируемый совместный штурм не удался.
В феврале 1301 года монголы в сопровождении армянского царя Хетума II, наконец, прибыли в Сирию. Их полководец Кутлушка пошел в Малую Армению и оттуда двинулся на юг мимо Антиохии. Хотя монголы имели около 60 000 солдат, они предпочли заняться грабежами в окрестностях Алеппо. Когда Газан объявил, что он отменил свои военные операции на ближайший год, крестоносцы после некоторых обсуждений решили вернуться на Кипр, оставив лишь гарнизон на Руаде.

## Укрепление Руада
| Войска крестоносцев на Руаде |                          |                       |
|                              | Ноябрь 1300 -январь 1301 | Май 1301 -апрель 1302 |
| Киприоты                     | 300                      | 500                   |
| Тамплиеры                    | 150                      | 120                   |
| Госпитальеры                 | 150                      | 0                     |

Из своей крепости в Лимассоле, на Кипре, Жак де Моле продолжал посылать призывы к Западу организовать отправку войск и грузов. В ноябре 1301 году папа Бонифаций VIII официально даровал Руад тамплиерам. Они укрепили стены крепости и расширили гарнизон до 120 рыцарей и 500 лучников. Командование гарнизоном поручили Бартелеми де Кинси.
Планы совместных операций между европейцами и монголами были подготовлены на две следующие зимы (1301, 1302). Уцелевшее письмо от Жака де Моле Эдварду I от 8 апреля 1301 года сообщало королю о неприятностях, с которыми сталкивались крестоносцы, а также о планах на осень:
"И наши галеры и тариды (легкие галеры) [неясно] были перевезены на остров близ Тортосы дожидаться армии Газана и его татар"
Жак де Моле, Эдварду I, 8 апреля 1301 года 
В письме королю Арагона через несколько месяцев магистр тамплиеров написал:
"Царь Армении послал гонцов к царю Кипра сказать ему ... что Газан был теперь на грани вступления в земли султана с множеством татар. Зная это, мы теперь намерены перейти на остров близ Тортосы, где оставался весь этот год наш гарнизон с лошадьми и оружием, причинив большой ущерб сарацинам. Мы намерены пойти туда и поселиться в ожидании татар"
Жак де Моле, письмо королю Арагона, 1301 год
.

## Осада
Руад оставался последним оплотом крестоносцев в Леванте. В 1302 году мамлюки послали флот из 16 судов из Египта, чтобы они осадили остров Руад. Мамлюки высадились в двух местах и организовали лагерь. Тамплиеры вступили в бой с захватчиками, но в конечном итоге оказались заперты в крепости под угрозой голода. Киприоты собрали флот, чтобы спасти Руад, но он не прибыл вовремя.
На Руаде брат Гуго Дампьер договорился с мамлюками о капитуляции 26 сентября, при условии, что христиане могли бы безопасно уйти в любую европейскую страну по своему выбору. Однако, когда тамплиеры покинули укрытия, мамлюки забыли о соглашении, и последовал бой. Бартелеми де Кинси был убит в ходе стычки, все лучники и сирийские христиане были казнены, а десятки выживших тамплиеров были увезены в плен в Каир. Около сорока тамплиеров ещё несколько лет провели в тюрьме в Каире, отказываясь принимать ислам. В конце концов они умерли от голода и жестокого обращения.

## Последствия
Франки с Кипра продолжали морские нападения на сирийское побережье, уничтожив Дамур, к югу от Бейрута. Газан провел последнюю атаку на мамлюков весной 1303 года, собрав вместе с армянами 80 000 солдат, но экспедиция закончилась катастрофой. Его генералы Мулай и Кутлуг-Шах потерпели поражение под Дамаском в битве при Мардж аль-Саффаре. Эта битва завершила собой последнее крупное монгольское нашествие на Сирию. Когда Газан умер в 1304 году, мечты Жака де Моле об отвоевывании Святой Земли рухнули.
Впоследствии великий магистр проводил мелкие атаки, ожидая крупные силы из Европы. В 1305 году папа Климент V предложил новые планы крестового похода и в 1307 году отправил новых послов к ильхану монголов Олджейту. В 1306 году Климент V попросил руководителей военных орденов, Жака де Моле и Фулька де Вилларе, представить свои предложения о том, как организовать крестовый поход, но ни один из них уже не предусматривал альянса с монголами. Монголы с этого времени рассматривались лишь как сила, которая могла вторгнуться в Сирию и отвлечь мамлюков, но не как сила, на которую можно было рассчитывать в ходе военной кампании.